# Spongodes rubriflora
Spongodes rubriflora är en korallart som först beskrevs av Huzio Utinomi 1954.  Spongodes rubriflora ingår i släktet Spongodes och familjen Nephtheidae. Inga underarter finns listade i Catalogue of Life.